# Viklan

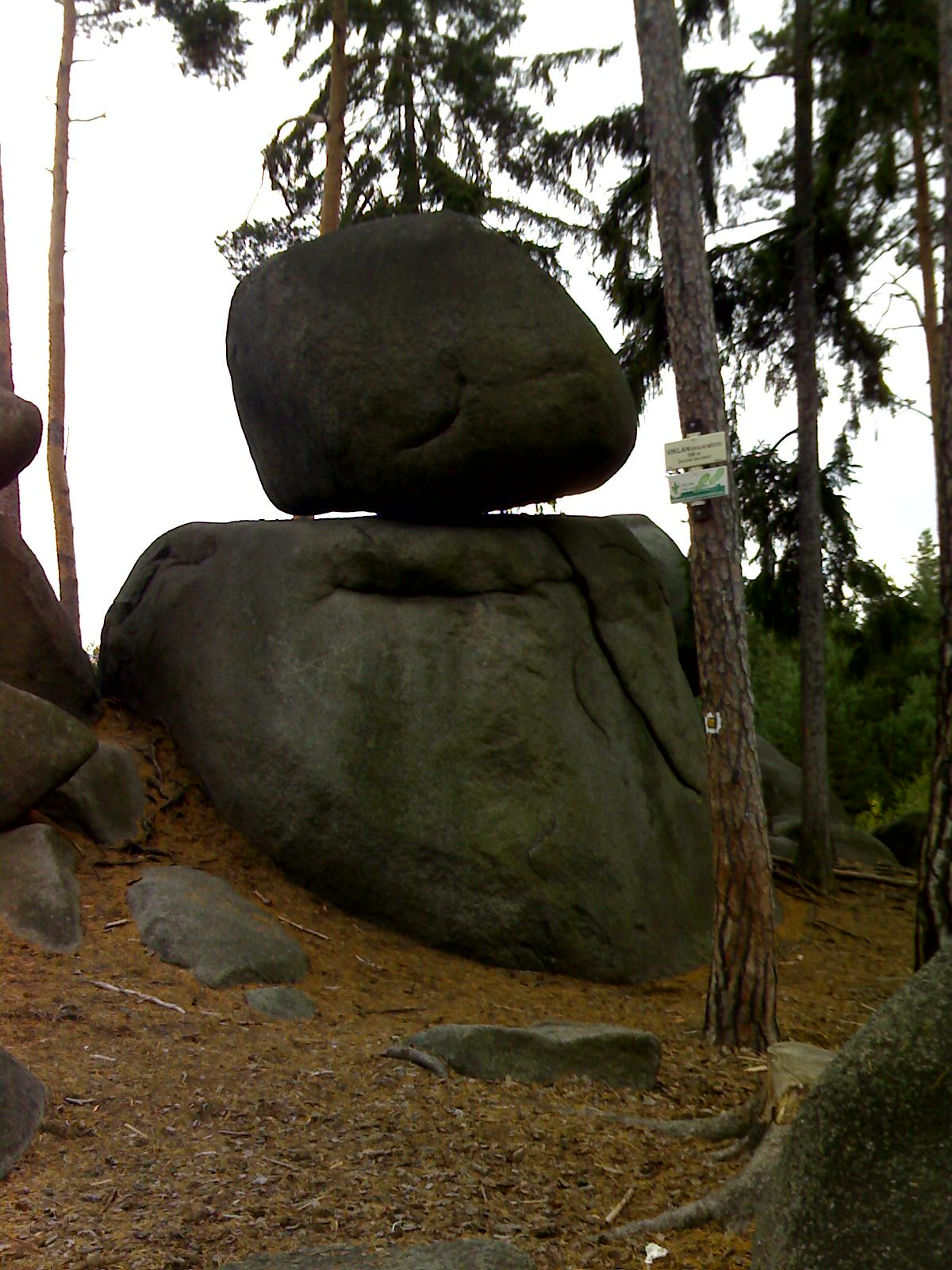
Viklan nedaleko Tisu u Blatna, Rakovnická pahorkatina

Viklan je rozměrný skalní blok nebo balvan, který se pouze velmi malou částí svého povrchu dotýká skalnatého podloží. Název vychází ze skutečnosti, že tyto objekty lze zpravidla s vynaložením určité síly rozkývat. Za viklany jsou považovány pouze ty tvary, které byly vypreparovány zvětráváním na původním místě výskytu dané horniny, tj. in situ, nikoliv skalní bloky či balvany, které byly na své současné stanoviště jakýmkoliv způsobem přemístěny.

## Příčiny vzniku viklanů

### Selektivní zvětrávání
Utváření skalních bloků či balvanů do podoby viklanů je výsledkem selektivního zvětrávání hornin, a to jak fyzikálního, tak i chemického, často obou druhů zvětrávání současně. Viklany jsou vlastně ta nejodolnější, dosud nezvětralá "jádra" původního horninového masívu, jehož zvětrávání započalo již ve velkých hloubkách, přičemž svrchní i okolní zvětralý materiál byl v průběhu miliónů let postupně odstraněn působením erozně denudačních procesů. Nejpevnější jádro horniny se tak dostalo na povrch, kde i nadále podléhá fyzikálnímu a chemickému zvětrávání. Nejvhodnější podmínky pro vznik viklanů jsou při zvětrávání žul a granodioritů, vzácněji pískovců, výjimečně v případě jiných druhů hornin.

### Rozšíření viklanů

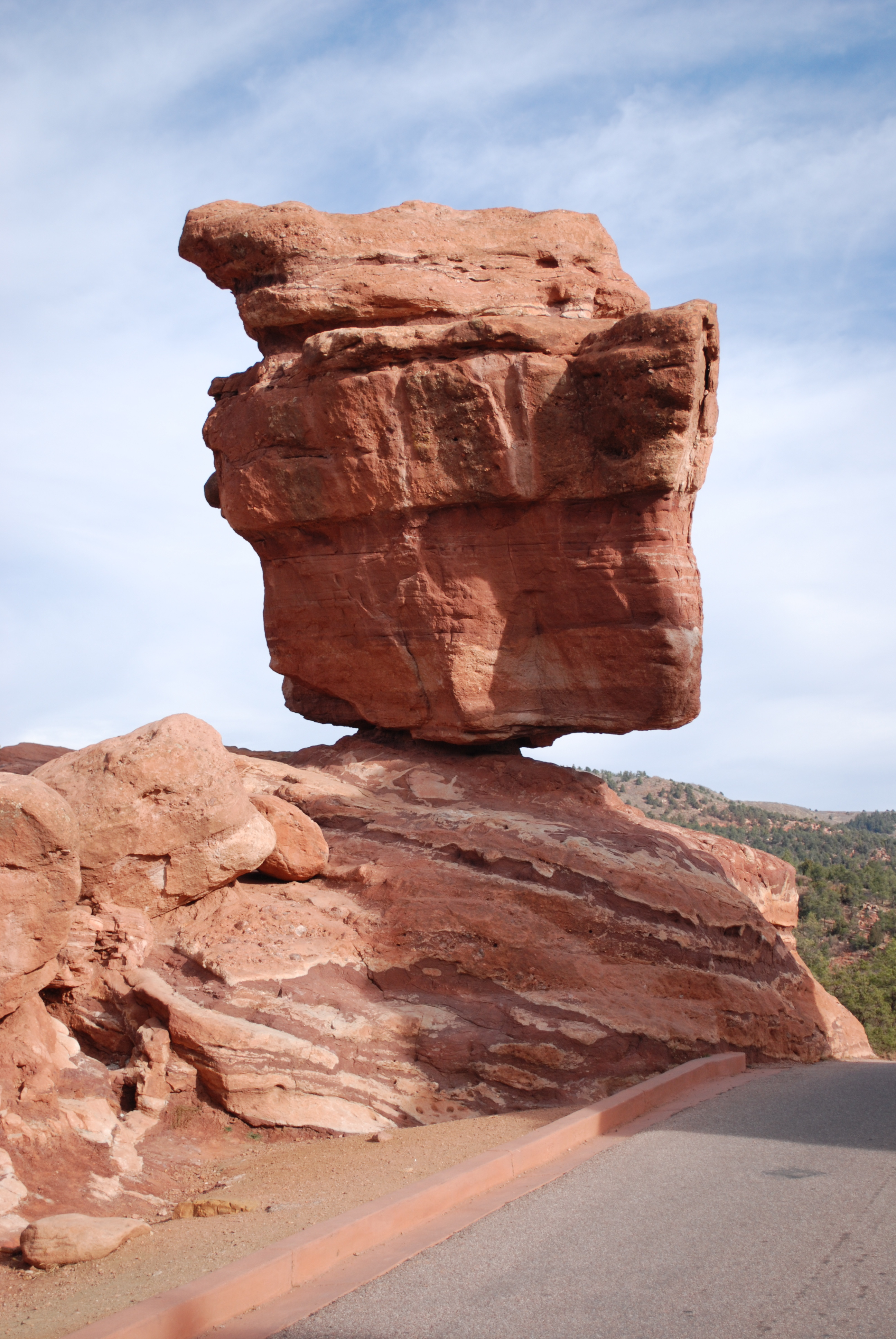
Viklan Balanced Rock v lokalitě Garden of the Gods (Colorado)

Viklany se vyskytují po celém světě, tj. všude tam, kde byly k jejich utváření vhodné podmínky. Z jednotlivých kontinentů můžeme jmenovat například The Devils Marbles v severní Austrálii, v Africe skalní tvary v údolí Dakhata ve východní Etiopii či lokalitu  Bull’s Party v Namibii, v USA výraznou skálu Balanced Rock v Colorado Springs (stát Colorado), Pico Peito do Pombo ve východní Brazílii nebo „visící“ viklan v Sajanském pohoří na Sibiři. V Evropě se vyskytuje celá řada pozoruhodných viklanů. Namátkou lze uvést skálu v moři u západního břehu švédského ostrova Fårö, nazývanou Pes či Kávová konvice, skalní tvar Omu di Cagna (Muž z Cagna) na Korsice nebo viklany v Rakousku poblíž českých hranic u Gross Gerungs a v přírodní rezervaci Blockheide u Gmündu. V malém německém pohoří Fichtelgebirge poblíž vrcholu Großer Kornberg, pouhých 12 km západně od českého města Aš, se nachází ve skupině žulových balvanů, nazývaných Zigeunersteine (Cikánské kameny), obří viklan. Je dlouhý 9 m, 4 až 7 m široký a 2 m vysoký. Jeho váha se odhaduje na 250 tun, přičemž německé zdroje uvádějí, že pomocí páky lze tento obří skalní blok rozkývat.
Na území České republiky se viklany vyskytují převážně v oblastech, tvořených granitickými horninami. Viklany na bázi hlubinných vyvřelin jsou známy z oblasti Jizerských hor, Krkonoš, Šumavy i západních Čech. Specifickým fenoménem je oblast Sedlčanska v okrese Příbram s četným výskytem různých geomorfologických tvarů včetně viklanů. V ČR se vyskytují i pískovcové viklany, konkrétně ve východních a severovýchodních Čechách a na Českolipsku.

## Seznam známých viklanů v Česku
- Husova kazatelna u Žemličkovy Lhoty na Sedlčansku
- Vrškámen u Petrovic na Sedlčansku
- Viklan v lokalitě Vindiš u Krásné Hory nad Vltavou
- Viklan v Kadově u Blatné
- Tvarožník v Krkonoších
- Viklan Dominik u Rybničné v okrese Karlovy Vary
- Viklan Trkal u vrchu Kníže východně od Kunžaku v okrese Jindřichův Hradec
- Viklan u Kovářova, okres Písek
- Kosatínský viklan u obce Boudy poblíž Mirotic, okres Písek
- Viklan na Medvědí stezce na vrchu Perník u Nové Pece v NP Šumava
- Kolumbovo vejce v Toulovcových maštalích poblíž Boru u Skutče v okrese Chrudim
- Jesenický viklan (u Jesenice na Rakovnicku)
- Viklan na vrchu Věžní skály (1018 m n. n.) severně od osady Jizerka v Jizerských horách
- Viklan Kachňátko u Černé Studnice v Jizerských horách
- Plešivecký viklan severně od Jinců, okres Beroun
- Čertův kámen u Babylonu, okres Domažlice
- Viklan na Kamenném vrchu u Dubé v CHKO Kokořínsko
- Viklan jižně od vrchu Bouřný v CHKO Lužické hory
- Skalní město Viklan (přírodní památka U Báby - U Lomu) poblíž Žihle, okres Plzeň-sever
- Bedřichovský viklan Archivováno 22. 5. 2020 na Wayback Machine. v Jizerských horách

## Galerie

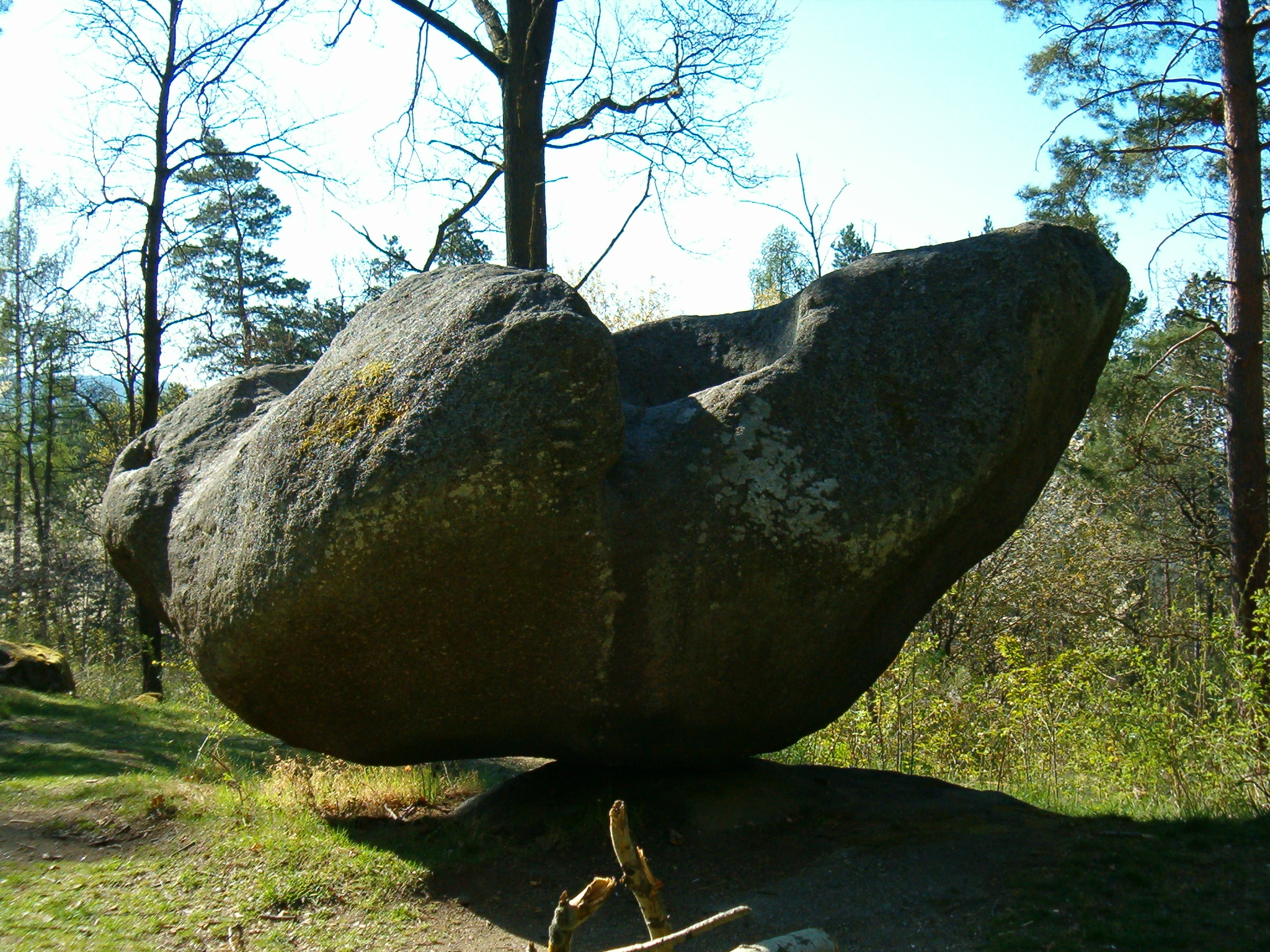
Husova kazatelna u Petrovic, okres Příbram
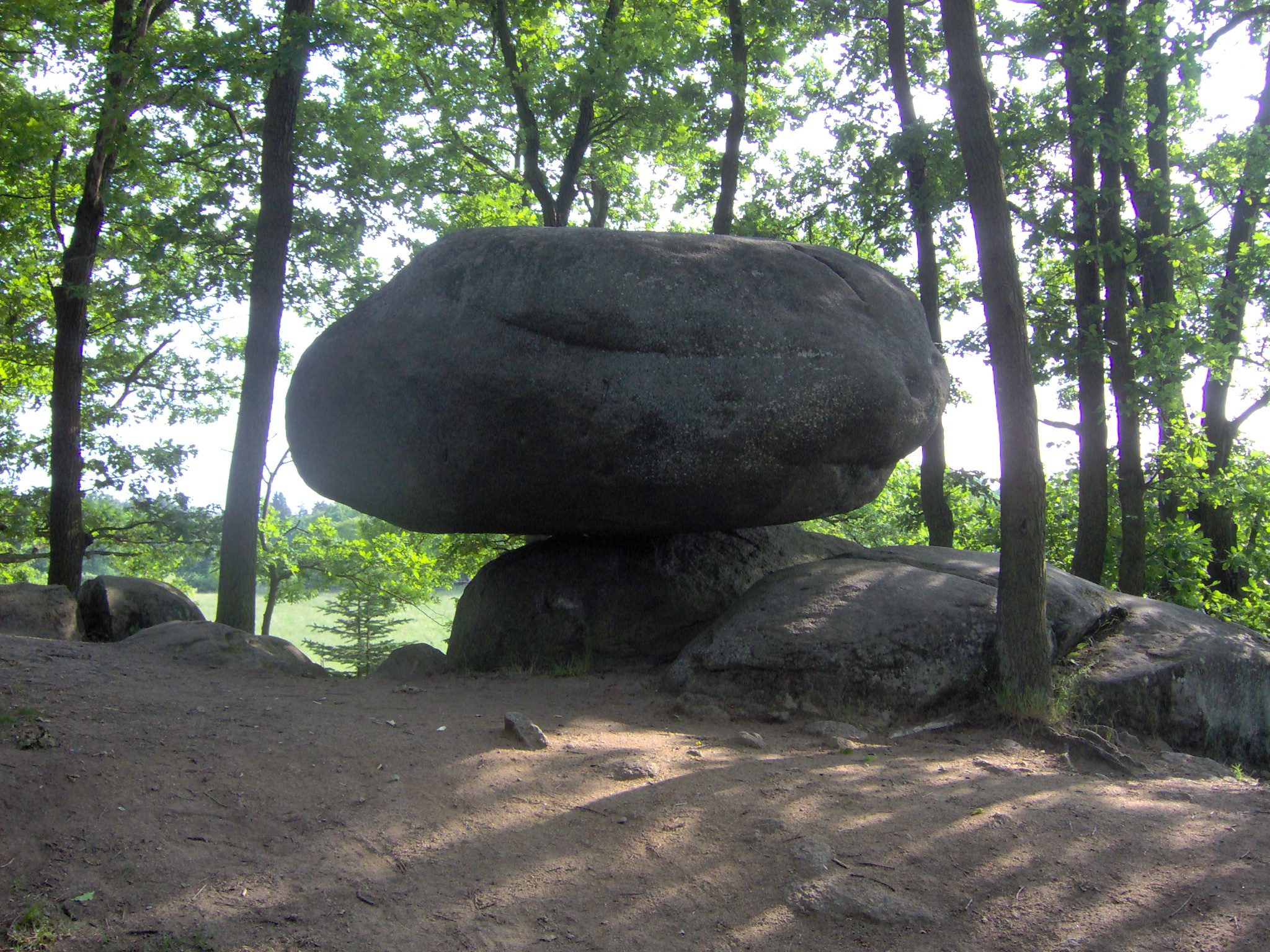
Kadovský viklan u Blatné, okres Strakonice
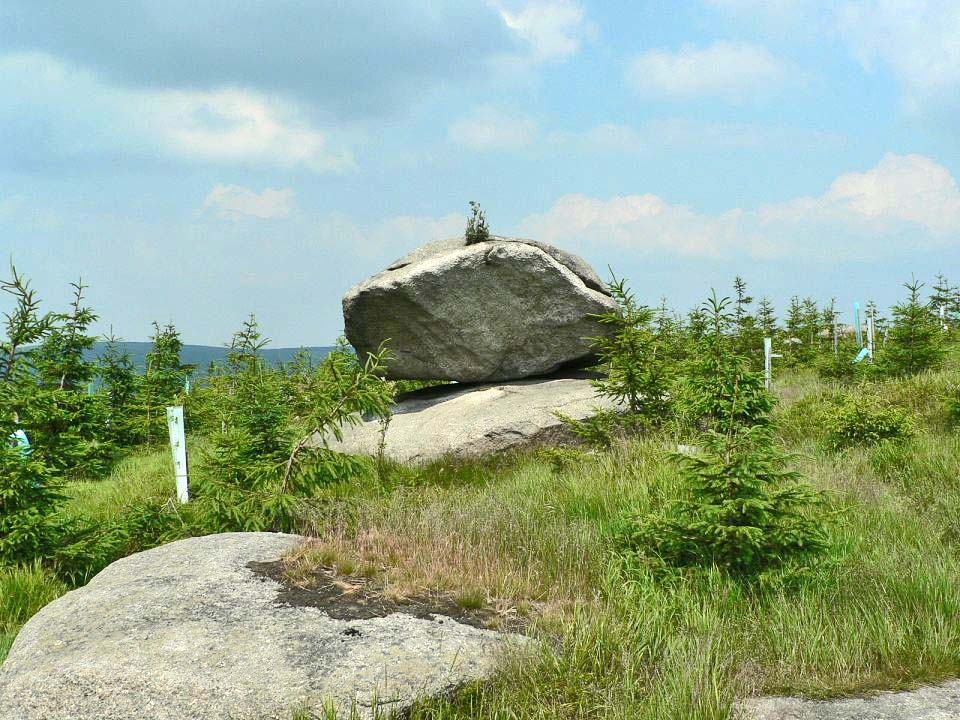
Viklan poblíž Jelení stráně, Jizerské hory
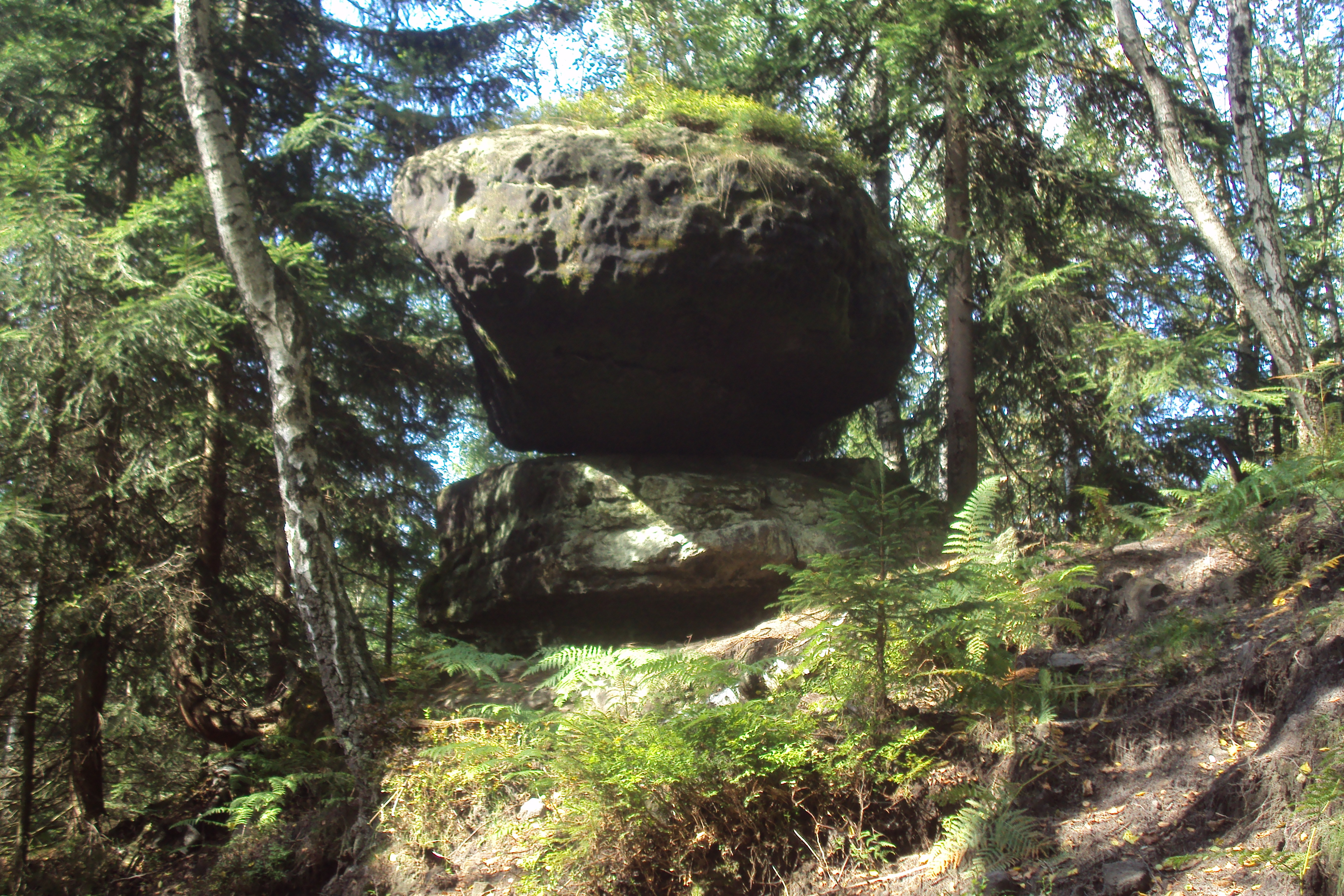
Bedřichovský viklan, vrch Bouřný, Lužické hory
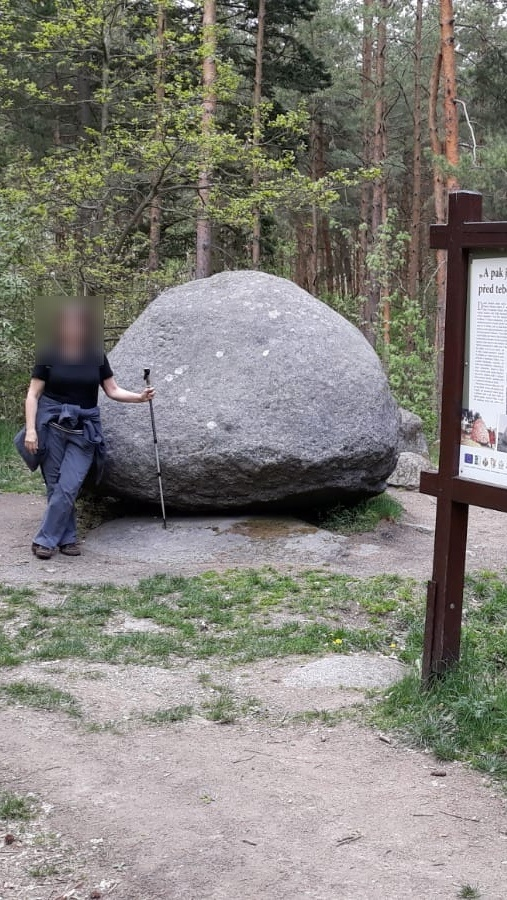
Jesenický viklan (porovnání s postavou)
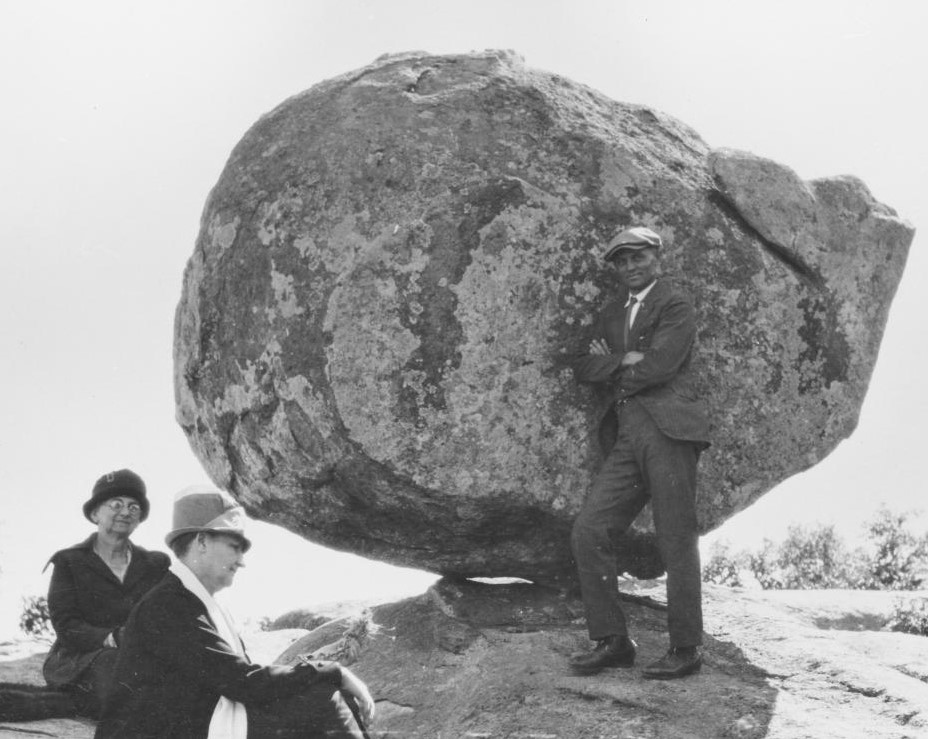
Balanced Rock u Fredericksburgu v americkém státě Texas, v roce 1986 zničen vandaly